# Rue du Château (Nantes)
Pour les articles homonymes, voir Rue du Château.
La rue du Château (en breton : Straed ar C'hastell) est une voie de Nantes, en France.

## Situation et accès
Située dans le centre-ville de Nantes, la rue du Château est une voie pavée et piétonnière qui va de la place du Pilori, au niveau de la rue des Chapeliers, à la jonction de la rue des États et de la place Marc-Elder, face au pont-levis du château des ducs de Bretagne. Elle ne croise que la rue de Strasbourg, à l'extrémité sud de la place Tirant-Lo-Blanc.

## Origine du nom
Le nom de la rue vient du château des ducs de Bretagne auquel elle mène. 

## Historique
Cette rue, très ancienne, est bordée de luxueuses demeures, les plus anciennes datant du XVIIe siècle.
Lors de la guerre de Vendée, les généraux républicains Louis Antoine Vimeux, Jean Baptiste Camille de Canclaux et Simon Camille Dufresse logent, entre 1793 et 1795, dans l'hôtel particulier sis au no 3 de la rue.
Le 25 mai 1800, la poudrière située dans la tour des Espagnols, au nord-ouest des remparts du château, explose. Dans la rue (alors appelée « rue Girdardon »), deux personnes sont tuées et onze maisons sont endommagées.
Auparavant, elle était nommée « rue Basse-du-Château » puis, pendant la Révolution, elle prend brièvement le nom de « rue Girardon ». En 1899, la « rue Haute-du-Château » prend le nom de rue Mathelin-Rodier, pour éviter les confusions, et le nom de rue du Château est attribuée à l'ancienne rue « basse ».
C'est dans cette rue du Château qu'est né Athanase de Charette de La Contrie (1832-1911), général de brigade s'étant distingué à la tête des zouaves pontificaux, en 1870. Officiellement, son lieu de naissance est Sainte-Reine-de-Bretagne car, enfant, il est caché durant quatorze jours alors que son père, Charles Athanase Marie de Charette de La Contrie (1796-1848), couramment appelé Charette, était recherché pour sa participation à l'insurrection légitimiste de 1832.
En 1867, une partie de la rue est rasée pour permettre l'ouverture de la rue de Strasbourg.
La voie est touchée par les bombardements alliés de 1943 ; les hôtels Boulonnais, au no 2, et de Montbert, ancien hôtel de Goulaine, sont détruits.
Depuis le 26 janvier 2017, les plaques de rue mentionnant le nom de l'artère en français sont devenues bilingues avec l'ajout de sa dénomination en breton : Straed ar C'hastell. L'objectif, à terme, pour la municipalité, est de multiplier de ce type d'initiative pour toutes les voies du quartier historique du Bouffay, ainsi que pour les rues situées à proximité des écoles bilingues français-breton comme Diwan,.

## Bâtiments remarquables et lieux de mémoire
L'hôtel de l'Isle du Fief, construit à partir de 1654, situé au no 3, a également porté les noms de Rosily et de la Turmelière. Sa façade donne sur une cour précédée d'un porche. Les bâtiments d'origine ont en partie disparu (la façade sud donnait sur un jardin).
L'hôtel de Goulaine de Harrouys, au no 14, est inscrit à l'inventaire des monuments historiques par arrêté du 3 mai 1991. Son portail est encadré par des pilastres, et surmonté d'une frise ornée ; tout en haut se trouve un mascaron.